# Служебный роман. Наше время
«Служебный роман. Наше время» — российско-украинская комедия режиссёра Сарика Андреасяна. Является ремейком фильма «Служебный роман» (1977) режиссёра Эльдара Рязанова. В России фильм вышел в широкий прокат 17 марта 2011 года.

## Сюжет
Людмила Калугина — акула бизнеса, хозяйка рейтингового агентства. Анатолий Новосельцев — финансовый аналитик, фанатичный байкер и отец двоих детей. Коллега и приятельница Новосельцева, Ольга Рыжова, пытается подтолкнуть его к тому, что он достоин должности начальника отдела. Сама же она в институтские годы встречалась с новым заместителем директора — Юрием Самохваловым. Эта троица — Новосельцев, Самохвалов и Ольга — учились в одной группе в институте. Встретив своего старого друга, Самохвалов пытается продвинуть его в начальники отдела, пользуясь своей должностью и влиянием на Калугину. Все попытки оказать влияние на неё заканчиваются ничем. Сотрудники называют её за глаза «мымрой». В Новосельцеве она видит вялого и безынициативного сотрудника. Самохвалов предлагает тому слегка «приударить» за суровой бизнесвумен, чтобы продвинуться по службе, и приглашает обоих героев поехать в Турцию на корпоратив, где пытается их свести. Обидевшись, что Калугина игнорирует его ухаживания, захмелевший Анатолий Ефремович устраивает скандал и в присутствии гостей называет её «чёрствой» и «бессердечной», а затем роняет в бассейн.
На следующий день Новосельцев и Калугина оказываются в одном вагончике канатной дороги, который по стечению обстоятельств застревает. В разговоре за ожиданием починки фуникулёра мужчина пытается извиниться, однако делает это настолько неуклюже, что доводит Людмилу Прокофьевну до слёз. Он пытается успокоить её, и та рассказывает ему о своём одиночестве. В этот момент герои, ещё недавно испытывавшие взаимную неприязнь, делают первый шаг навстречу друг другу. Анатолий Ефремович продолжает ухаживать за начальницей — сначала из импульса получить должность, а затем исходя уже из развивающихся истинных чувств. А у Рыжовой возникают старые чувства к Самохвалову, которые скоро становятся достоянием окружающих, на почве чего и возникает конфликт между последним и Новосельцевым. Они с Калугиной ссорятся. Самохвалова увольняют за скандальную видеозапись, на которой он занимается сексом в кабинете бизнесвумен с похожей на ту женщиной (ею оказывается Рыжова в парике). А сам он — подосланный агент конкурирующей фирмы, которому поставлена задача подорвать репутацию агентства.
В решающий момент Самохвалов с помощью Рыжовой подменяет флешку с презентацией, оставленную Новосельцевым, на флешку с той самой видеозаписью. Узнав обо всём, тот мчится на место презентации на мотоцикле, но теряет висевший на шее носитель. В результате ему приходится импровизировать и буквально на пальцах, с привлечением присутствовавших гостей изображать диаграммы и графики из презентации, которую он сам и составлял. После презентации Анатолий Ефремович делает Калугиной предложение при помощи экономических терминов, она ему отвечает запиской на планшете, изображение с которого выводится на большой экран. В эпилоге пара едет на мотоцикле по Москве.

## В ролях

### В главных ролях
- Владимир Зеленский — Анатолий Ефремович Новосельцев
- Светлана Ходченкова — Людмила Прокофьевна Калугина
- Марат Башаров — Юрий Григорьевич Самохвалов
- Анастасия Заворотнюк — Ольга Петровна Рыжова
- Павел Воля — Вадик, секретарь Калугиной

### Роли второго плана
- Мария Сёмкина — Анна, хозяйка конкурирующего агентства
- Софья Хилькова — Катя, старшая дочь Новосельцева
- Вероника Вакулинская — Маша, младшая дочь Новосельцева
- Николай Ковбас — Сергей Петрович
- Евгений Кошевой — Степан, системный администратор
- Иван Охлобыстин[3] — коуч-тренер
- Тимур Родригез — ведущий вечеринки
- Дмитрий Хрусталёв — босс
- Алика Смехова — женщина на сеансе

## Съёмочная группа
- Режиссёр-постановщик: Сарик Андреасян
- Авторы сценария: Николай Ковбас, Сарик Андреасян, Владимир Зеленский, Сергей Шефир, Борис Шефир
- Главный оператор: Пётр Братерский
- Композитор: Александр Вартанов

## Съёмки фильма
- Тигран Кеосаян принимал участие в съёмках в роли модельера, но все сцены с его участием были вырезаны и пересняты с участием Павла Воли[4].
- Права на экранизацию оригинальной пьесы были приобретены студией «Леополис» у режиссёра Александра Атанесяна, который, в свою очередь, приобрёл их у Эльдара Рязанова в середине 1990-х годов.

## Саундтрек
1. Tito & Tarantula — «After Dark»
2. James Blunt — «You’re Beautiful»
3. Nancy Sinatra — «Bang Bang (My Baby Shot Me Down)»
4. Rea Garvey — «Hallelujah»
5. Tash — «Bordertown»
6. Tito & Tarantula — «Angry Cockroaches»
7. Океан Эльзы — «Без бою»
8. Sharon Jones & The Dap-Kings — «This Land Is Your Land»
9. Ноггано — «Жора»

Также использована музыка Андрея Петрова из фильма «Служебный роман» 1977 года.

## Отзывы
Фильм получил негативные отзывы в прессе.
Эльдар Рязанов:

Меня приглашали на премьеру «Служебного романа. Новое время», но я не имею к этому фильму никакого отношения и мне это не интересно.
Лидия Маслова, «Коммерсантъ»:

В отсутствие полноценного сценария единственная надежда была на «химию» между актёрами, но тут оба исполнителя главных ролей выбраны неправильно, каждый по-своему. У Эльдара Рязанова умная и жёсткая, временами даже злая, Алиса Фрейндлих играла взрослую железную женщину с тщательно замаскированным трогательным внутренним миром, а Светлана Ходченкова в свои 28 лет (новая героиня, чтобы хоть немного угнаться за старой в сложности образа, пытается прибавить себе возраст, намекая на какие-то 32) играет обычную, красивую и добрую девушку, у которой психологически на самом деле всё в порядке и гармонии, а единственное, в чём не повезло, — это выбор возлюбленного по месту работы. Но главная катастрофа нового «Служебного романа», конечно, Новосельцев (Владимир Зеленский): мы уже навидались ситуаций, когда продюсеры снимают в главной роли своих любовниц, это в отдельных случаях может доставить кому-то несложное физиологическое удовольствие, но когда продюсер волевым решением назначает на совершенно не подходящую ему роль самого себя, не обладая не то что актёрскими способностями, но хотя бы минимальной харизмой, становится до слёз жалко всех остальных участников эксперимента.

Нина Цыркун, «Искусство кино»:

После того, как Тимур Бекмамбетов обжёгся на «Продолжении» «Иронии судьбы», продюсеры стали осторожнее в играх с отечественными хитами. Теперь с подобными предложениями они чаще обращаются к новичкам в большом кино, а тем — что ж — приходится соглашаться. Тем более что изначально это всегда чисто продюсерский проект, стерильно-дистилированный, не претендующий на авторство и требующий всего лишь аккуратного исполнительства и правильной расстановки в кадре продуктов для рекламирования (продакт-плейсмента). Основную работу берёт на себя продюсер, и заключается она в подборе актёров и выборе места съёмки, что, соответственно, говорит нам о его личных вкусах и понимании задач. Видно, жизнь здорово перепахала продюсера Сергея Ливнева, постановщика «Серпа и молота», соавтора сценария к «Ассе», что теперь он продюсирует «Гитлер капут!» и «Служебный роман. Наше время». Ибо бог с ними, с Калугиной (Светлана Ходченкова) и Новосельцевым (Владимир Зеленский), они всего лишь безликие рядовые герои бесконечной череды «офисных» комедий, но за что так глумиться над бедной Ольгой Рыжовой, над чьей судьбой плакали женщины нескольких поколений! За что превратили скромную интеллигентную женщину за сорок в продажную эротоманку-предательницу и дали её роль Анастасии Заворотнюк, которой суждено было слишком блистательно изобразить прекрасную няню и вляпаться в запоминающийся отечественный кич «Код апокалипсиса», а потому что бы она ни играла, всегда будет слышаться южно-русский акцент, даже если его на самом деле и нет!

Надежда Погодина, «Афиша Mail.ru»:

Спустя 30 лет некоторые товарищи посчитали, что замечательная комедия Рязанова уже многим непонятна, поэтому сняли ремейк, хотя слово «ремейк» им не нравится. Калугина помолодела и похорошела, работники пользуются новейшими достижениями техники, никто не стоит в очередях, нет Шурочки из профкома, вместо стихов Пастернака Самохвалов за свои выдаёт «Грёбаный насос, Жора, где ты был?», а любовный роман развивается уж очень стремительно. <…> Просто нужно признаться, что подобные фильмы снимаются ради срывания большого куша. И совсем негоже 26-летнему начинающему режиссёру называть себя гением, которому наплевать на мнения других, как режиссёр Сарик Андреасян нагло заявил на премьере.

Виктор Матизен, «Новые Известия»:

К моменту создания первого «Служебного романа» советская реальность так устоялась и унифицировалась, что по одной совковой конторе можно было судить о сотнях других, так что авторам пьесы и фильма не нужно было особо напрягаться, чтобы узнаваемо воспроизвести и слегка утрировать в слове и затем на экране производственные и прочие связи сотрудников. О том, чтобы сделать то же самое с гораздо более разнообразным и переменчивым постсоветским миром, авторы фильма даже не думали. Поэтому их «финансовый аналитик» спокойно катит мимо кремлёвских стен на колясочном мотоцикле, а не на «Мерседесе», секретарём строгой владелицы «рейтинговой компании» работает существо с гомосексуальными ужимками, а современные молодые люди носят отчества «Ефремович» и «Прокофьевна». Будь эта смесь евроремонта с нижегородской купеческой отделкой хоть на полушку осмыслена — могла бы выйти недурная комедия эклектичных нравов, а поскольку мысль в этих апартаментах даже не ночевала, остаётся только пожимать плечами.